# الانتخابات التشريعية القمرية 1987
أجريت الانتخابات البرلمانية في جزر القمر في 22 مارس 1987 وكانت نتيجتها فوز اتحاد جزر القمر من أجل التقدم، وهو الحزب القانوني الوحيد، بجميع المقاعد الـ42 في الجولة الأولى من التصويت. بلغت نسبة المشاركة في التصويت حوالي 65%.

## النظام الانتخابي
كانت هناك 42 دائرة انتخابية (زادت من 38)، انتخبت كل منها عضوًا واحدًا: 20 في القمر الكبرى، و16 في أنجوان، و6 في موهيلي.

## النتائج
| الحزب                            | الأصوات | % | مقاعد | +/- |
| -------------------------------- | ------- | - | ----- | --- |
| اتحاد جزر القمر من أجل التقدم    |         |   | 42    | +5  |
| الآخرين                          |         |   | 0     | -1  |
| المجموع                          |         |   | 42    | +4  |
| المصدر: الاتحاد البرلماني الدولي |         |   |       |     |